# Henry Cockburn
Henry Cockburn (* 14. September 1921 in Ashton-under-Lyne, Lancashire; † 20. Januar 2004 in Mossley) war ein englischer Fußballspieler.

## Laufbahn
Nach dem Besuch der Stamford High School begann Cockburn seine Karriere bei Goslings United. 1943 wechselte er als Amateur zu Manchester United und erhielt 1944 seinen ersten Profivertrag. Auf Grund des Zweiten Weltkrieges gab er sein Ligadebüt erst 1946, im selben Jahr hatte er sein erstes Länderspiel mit England gegen Nordirland.
Seine größten Erfolge mit Manchester United waren der FA Cup 1948 und die englische Meisterschaft 1952. 1954 verließ Cockburn Manchester und wechselte dann über FC Bury, Peterborough United zu Corby Town, wo er im Jahr 1960 seine aktive Fußballerlaufbahn beendete.
Nach seiner aktiven Zeit arbeitete er als Assistenztrainer bei Oldham Athletic und Huddersfield Town. In den 1960er Jahren spielte Cockburn Cricket für den Ashton Cricket Club.